# シンデレラの財布
『シンデレラの財布』（シンデレラのさいふ）は、1984年4月17日から6月26日まで、TBS系列の毎週火曜21:00 - 21:54の枠で放送されたテレビドラマ。全11回。

## 概要・内容
小日向大介は富豪の家に生まれて育ったが、義母と反りが合わなかったことから、相続権を異母弟に譲って単身アメリカに渡った。そして現地でおでんレストランの経営に成功し、弟が手放した亡き父母の思い出が残る豪邸を購入。そして大介は現地アメリカの女性と結婚。順風満帆のように思えていたが、後に離婚、この時に慰謝料として財産をそっくり取られる羽目に遭い、これを機に帰国を決意。友人のポッターにアライグマのプロダクション「ガウキープロダクション」の日本支社長を依頼され、これを引き受けてアライグマ2頭と共に帰国。だが、残していた日本国内の豪邸に管理人だったはずの元家政婦の姿が無く、その家政婦の知り合いの奈々子、みちる、愛子の3人がいた。3人は玉の輿に乗ることを夢見て、豪邸の持ち主を捜していた（3人はその持ち主は大金持ちのハンサムと思っていた）が、そこへ大介は自分の使用人だった落合幸造の名を名乗って管理人に成り済まし、アライグマの世話を3人に頼むが、3人がアライグマを恐がったために大介も同居する事になり、3人の娘との奇妙な雑居生活が始まった。そして大介は何かと言い合いながらも、娘達がピンチになればこっそり救うこともあった。やがて大介の異母弟で鉄鋼会社社長の久男が現れると、娘たちは早速アプローチにかかる。
貧しい娘が、みすぼらしく見える青年と恋に落ちたが実はその青年は大富豪だったという、そんなシンデレラストーリーを現代風に置き換えたら…、という趣旨で創られた、松木ひろし原案によるオリジナルストーリー。
本作は2013年に、ベストフィールドよりDVD化されている（同年2月27日発売）。
　

## キャスト
- 小日向大介：石立鉄男
- 阿部奈々子：石田えり
- 関谷みちる：高見知佳
- 塚本愛子：岡本かおり
- 南祥子：片平なぎさ
大介の秘書。専務の伊達に丸め込まれてばかりの大介のことを歯がゆく思っている。
- 落合一：左とん平 - 大介の運転手
- 伊達林三：藤岡琢也
ガウキー社専務。のほほんとした態度の大介を良く思わず、何かとよく注文を付けて来る。
- 丸山孝太郎：牟田悌三
- ロバート・木村：峰岸徹
- 早川均：山本紀彦
- 中河豊子：春川ますみ
- 小日向久男：広岡瞬
- いと（久男の母）：東恵美子
- 奥田ルミ：木の葉のこ
- 落合幸造：今福将雄 - 大介の家の元使用人
- 芳賀富美江：楠トシエ - 大介の家の元家政婦
- りつ：菅井きん
- ポッター：ケント・ギルバート
- 南弥生（祥子の娘）：中原有弥子
- 沢田ひとみ：代日芽子 - ガウキー社の社員
- 古沢（弁護士）：庄司永建 （第6話出演）
- 蒲田（作家）：浜田光夫 （第7話出演）

## スタッフ
- プロデューサー：逸見稔
- 原案・脚本：松木ひろし
- 脚本：田口耕三
- 演出：松下純大、中村瑞貴
- 音楽：菊池ひみこ
- キャラクターデザイン：岩永泉、ハンペン・ガンモ（湘南動物企画）
- 技術協力：東通
- 製作：オフィス・ヘンミ、TBS

## 主題歌
OPテーマ
- 高見知佳「キャベツから恋が生まれれば」（作詞：荒木とよひさ / 作曲：大野克夫 / 編曲：菊池ひみこ）

EDテーマ
- 高見知佳「Dancing doll・ミステリー」（作詞：荒木とよひさ / 作曲：大野克夫 / 編曲：菊池ひみこ）

挿入歌
- 石田えり「ひとりきりパラダイス」（作詞：下田逸郎 / 作曲：芳野藤丸 / 編曲：菊池ひみこ）（第6話のみ）

## サブタイトル
| 話数 | 放送日        | サブタイトル           | 脚本       | 演出              |
| ---- | ------------- | ---------------------- | ---------- | ----------------- |
| 1    | 1984年4月17日 | （サブタイトル無し）   | 松木ひろし | 松下純大          |
| 2    | 1984年4月24日 | 億万長者を探せ!!       | 松木ひろし | 松下純大          |
| 3    | 1984年5月1日  | 紳士はバニーがお好き   | 松木ひろし | 松下純大          |
| 4    | 1984年5月8日  | 洗い熊誘拐事件         | 田口耕三   | 松下純大 中村瑞貴 |
| 5    | 1984年5月15日 | 短足の足長おじさん     | 松木ひろし | 中村瑞貴          |
| 6    | 1984年5月22日 | 美人秘書に秘密あり!?   | 松木ひろし | 中村瑞貴          |
| 7    | 1984年5月29日 | レンタワイフ危機一髪   | 松木ひろし | 中村瑞貴          |
| 8    | 1984年6月5日  | ミスガウキー募集中!!   | 田口耕三   | 中村瑞貴          |
| 9    | 1984年6月12日 | 専務さんちも積木くずし | 田口耕三   | 中村瑞貴          |
| 10   | 1984年6月19日 | 偽者ほんもの大混乱!!   | 松木ひろし | 中村瑞貴          |
| 11   | 1984年6月26日 | あゝ結婚行進曲         | 田口耕三   | 中村瑞貴          |